# Resi Weglein
Resi Weglein, geborene Regensteiner (* 15. Februar 1894 in Nördlingen; † 28. Januar 1977 in Ulm) war eine deutsche Unternehmergattin, die im Nationalsozialismus als Jüdin in das Ghetto Theresienstadt deportiert wurde und dort als Krankenschwester das Leiden der Inhaftierten unter extremen Bedingungen zu mildern versucht hat.

## Leben
Resi Weglein wurde in Nördlingen geboren. Während des Ersten Weltkriegs ließ sie sich 1915 zur Krankenschwester umschulen. Im Lazarett lernte sie vermutlich ihren späteren Ehemann Siego (Siegmund) Weglein kennen. Siegmund Weglein betrieb nach dem Krieg in Ulm ein Bekleidungsgeschäft, wo Resi Weglein nach der Heirat 1922 mitarbeitete. Aufgrund der nationalsozialistischen Denunzierungen und Hetzjagd gegen Juden und jüdische Geschäfte lösten die Weglein 1935 das Bekleidungsgeschäft auf. Während die beiden Söhne 1939 unter anderem in die Niederlande fliehen konnten, wurde das Unternehmerpaar im August 1942 über den Stuttgarter Nordbahnhof nach Theresienstadt deportiert. Kurz nach der Ankunft begann Resi Weglein als Schwester im Krankendienst der Selbstverwaltung zu arbeiten. Dort versuchte sie mit weiteren Krankenschwestern die unmenschlichen Bedingungen für die Inhaftierten zu mildern und die Häftlinge medizinisch zu versorgen. Nachdem die Rote Armee Theresienstadt am 9. Mai 1945 befreit hatte, kehrten Resi und Siegmund Weglein am 8. Juli nach Ulm zurück. Von dort wollten beide in die Vereinigten Staaten emigrieren und somit einem ihrer Söhne dorthin folgen. Da Siegmund Weglein jedoch sehr pflegebedürftig war, war eine Übersiedlung nicht möglich.
Nur gegen Widerstände der Behörden konnte das Paar in den folgenden Jahren Wiedergutmachungsleistungen und eine Erhöhung seiner kleinen Rente durchsetzen.
Resi Weglein verstarb am 28. Januar 1977 in Ulm.

## Ehrungen
In Ulm wurde zur Ehrung von Resi Weglein eine Straße nach ihr benannt. Ein Wagen der Straßenbahn Ulm trägt ihren Namen.

## Radio
- Karin Sommer: Als Krankenschwester im KZ Theresienstadt. Erinnerungen der Ulmer Jüdin Resi Weglein. Radiosendung vom 27. Juni 1992, Bayerischer Rundfunk.